# Solanum crispum
Espèce
Solanum crispum est une espèce de plantes herbacées dicotylédones de la famille des Solanaceae.

## Distribution et habitat
L'aire de répartition de  Solanum crispum est limitée au centre du Chili, de Quillota jusqu'à l'île de Chiloé, à des altitudes variant de 10 à 2500 m. On en trouve également des stations dispersées en Argentine le long de la frontière chilienne.

## Systématique

### Synonymes
Selon Catalogue of Life (14 décembre 2014) :
- Solanum angustifolium var. brevifolium Dunal ;
- Solanum berteroanum (J.Rémy) Phil. ;
- Solanum concavum Lindl. ;
- Solanum congestiflorum Dunal ;
- Solanum congestiflorum var. longifolium Dunal ;
- Solanum congestiflorum var. pannosum (Phil.) Reiche ;
- Solanum congestiflorum var. syringifolium (Kunth & Bouché) Reiche ;
- Solanum crispum Bertero ex Dunal, nomen nudum ;
- Solanum crispum var. elaeagnifolium Dunal ;
- Solanum crispum var. ligustrinum (Lodd.) Dunal ;
- Solanum floribundum Dunal, nomen nudum ;
- Solanum gayanum (J.Rémy) F.Phil. ;
- Solanum izquierdi Phil. ;
- Solanum landbeckii Phil. ;
- Solanum ligustrinum Lodd. ;
- Solanum pannosum Phil. ;
- Solanum pugae Phil. ;
- Solanum pyrrhocarpum Phil. ;
- Solanum sadae Phil. ;
- Solanum syringaefolium Kunth & C.D.Bouché ;
- Solanum tagua Kuntze ;
- Solanum tomatillo (J.Rémy) F.Phil. ;
- Witheringia berteroana J.Remy ;
- Witheringia crispa (Ruiz & Pav.) J.Rémy ;
- Witheringia gayana J.Remy ;
- Witheringia tomatillo J.Remy.

### Liste des variétés
Selon Tropicos (14 décembre 2014) (Attention liste brute contenant possiblement des synonymes) :
- variété Solanum crispum var. crispum

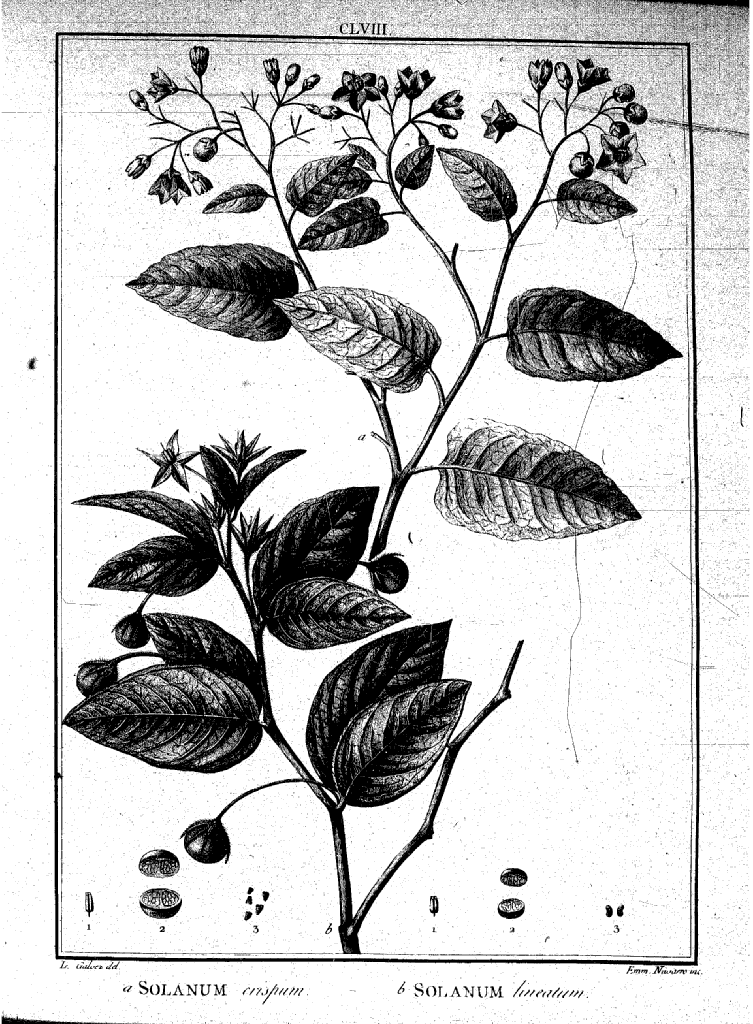
Planche de la Flora Peruviensis et Chilensis, tome 2, de Ruiz et Pavon, 1798. (Solanum crispum en haut (a)

- variété Solanum crispum var. elaeagnifolium Dunal
- variété Solanum crispum var. ligustrinum (Lodd.) Dunal

## Utilisation
Solanum crispum est cultivée dans les jardins comme plante grimpante ornementale au Royaume-Uni.
Le cultivar florifère 'Glasnevin' a reçu le prix « Award of Garden Merit » (prix du mérite en jardinage) de la Société royale d'horticulture.